# Cynthia McLeod

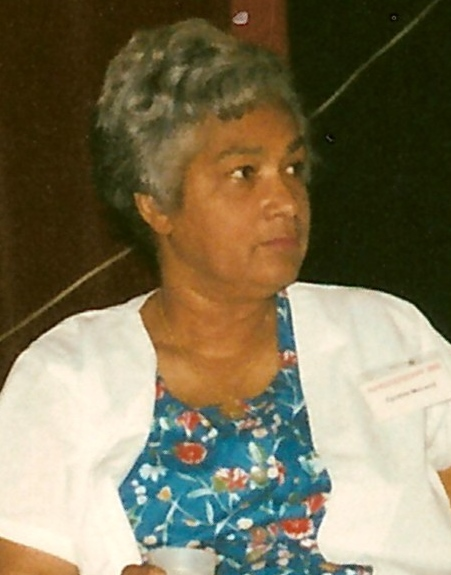
Cynthia McLeod

Cynthia McLeod, född 4 oktober 1936 i Paramaribo, Surinam, är en surinamesisk lärare och författare med specialisering på historiska romaner. Hennes debutroman Hoe duur was de suiker? gavs ut 1987 i Paramaribo och såldes slut på några veckor. Den har också översatts bland annat till engelska (The Cost of Sugar) och filmatiserats.

## Biografi
McLeod är dotter till Eugenie Lionarons och Johan Ferrier, republiken Surinams förste president. Hon studerade till lärare i Nederländerna och Surinam, och under åren 1969 – 1978 undervisade hon i nederländska på universitetsförberedande nivå i Paramaribo. När hennes man Donald McLeod utnämndes till ambassadör i Venezuela 1978 flyttade paret dit. Därefter följde hon sin man till posteringar i Belgien och USA. Under åren utomlands började hon skriva och forska i Surinams historia, framför allt under tiden i Belgien då hon hade nära till arkiven i bland annat Haag och Amsterdam.
Paret återvände till Surinam 1986 och året efter utkom Cynthia McLeods debutroman Hoe duur was de suiker?. Boken sålde slut på några veckor och den historiska romanen om livet på Surinams sockerplantager på 1700-talet gavs senare även ut i Nederländerna av förlaget Conserve, som sedan dess har fortsatt att ge ut hennes böcker.

### Elisabeth Samson
Ett av Mc Leods främsta forskningsprojekt rör Elisabeth Samson, en svart kvinna som ofta omnämns i historieböckerna om Surinam därför att hon ville gifta sig med en vit man, något som var förbjudet i den nederländska kolonin under 1700-talets första hälft. Resultatet av forskningen gavs först ut som en avhandling på universitetet i Utrecht. Därefter studerade McLeod under ytterligare åtta år sociala strukturer och samhällsliv under den perioden och kunde därmed skapa en bild av hur livet kunde ha tett sig för Elisabeth Samson som en rik och fri svart kvinna i ett samhälle som dominerades av fördomar, slaveri och de vitas överhöghet.  Med hjälp av dessa kunskaper kunde Cynthia McLeod sedan skriva sin roman De vrije negerin Elisabeth, gevangene van kleur som kom ut år 2000.

### Historiska romaner
- Hoe duur was de suiker (1987), ISBN 90-5429-056-0
- Vaarwel Merodia (1993), ISBN 99914-0-047-8
- Ma Rochelle Passée Welkom El Dorado (1996), ISBN 90-5429-053-6
- Tweemaal Mariënburg (1997), ISBN 90-5429-087-0
- Herinneringen aan Mariënburg (1998), ISBN 99914-0-055-9
- De vrije negerin Elisabeth (2000), ISBN 90-5429-078-1 (engelsk översättning: The Free Negress Elisabeth (2005), ISBN 99914-71-20-0)
- ... die revolutie niet begrepen!... (2005), ISBN 90-5429-201-6
- Tutuba. Het meisje van het slavenschip Leusden (2013), ISBN 978 90-5429-357-6
- Zenobia – Slavin op het paleis (2015), ISBN 90-5429-399-3

### Facklitteratur
- Elisabeth Samson; een vrije zwarte vrouw in het achttiende-eeuwse Suriname (1993/1996), ISBN 90-5429-054-4
- Slavernij en de Memorie (2002), ISBN 90-5429-159-1
- Kriskras door Frimangron (2003), ISBN 90-6832-537-X
- Paramaribo. Stad van harmonische tegenstellingen (2007), ISBN 978-90-5429-237-1

### Barnböcker och musikaler
- Lafu (1992)
- Toen het vakantie was (1999), ISBN 99914-87-02-6
- De kinderen van de Burenstraat (1997)
- Het Grote Regenwoud (2003)